# Aufenthaltsgesetz
Das Aufenthaltsgesetz enthält die wesentlichen gesetzlichen Grundlagen über die Ein- und Ausreise und den Aufenthalt von Ausländern in Deutschland. Nicht vom Aufenthaltsgesetz erfasst sind freizügigkeitsberechtigte Unionsbürger und deren Familienangehörige (für sie gilt das Freizügigkeitsgesetz/EU) sowie einige besondere Ausländergruppen (z. B. Diplomaten, NATO-Angehörige). Es ist seit dem 1. Januar 2005 in Kraft und ersetzt das Ausländergesetz. Das Aufenthaltsgesetz ist als dessen Artikel 1 Hauptbestandteil des Zuwanderungsgesetzes.

## Rechtsentwicklung
Einige Änderungen gegenüber dem bis zum 31. Dezember 2004 geltenden Ausländergesetz:
- Abschaffung der bisher vier verschiedenen Arten von Aufenthaltsgenehmigungen zugunsten von zwei „Aufenthaltstiteln“, nämlich der Niederlassungserlaubnis (unbefristet, unabhängig von einem „Zweck“ des Aufenthalts) und der Aufenthaltserlaubnis (befristet, stets in Abhängigkeit von einem Aufenthaltszweck erteilt.) Die davon erhoffte Vereinfachung des Ausländerrechts ist allerdings zweifelhaft, da es mindestens zwölf verschiedene Formen der Aufenthaltserlaubnis gibt, die sich wesentlich unterscheiden.
- Verschärfung der Ausweisungstatbestände im Zuge der so genannten Antiterrorgesetzgebung. Als neuer zwingender Ausweisungsgrund wurde die Schleuserkriminalität aufgenommen.
- Einführung von „Integrationskursen“, deren Besuch teilweise verpflichtend ist.
- Eine gesetzliche Grundlage zur Einführung von Härtefallkommissionen auf Länderebene wurde geschaffen.
- Arbeitserlaubnisse werden jetzt von der Ausländerbehörde (unter Beteiligung der Agentur für Arbeit) erteilt. (So genanntes „one stop government“.)
- Das Aufenthaltsgesetz erweitert die humanitären Regelungen der Genfer Flüchtlingskonvention (GFK) um die Anerkennung geschlechtsspezifischer und nichtstaatlicher Verfolgung. So kann eine Verfolgung wegen der Zugehörigkeit zu einer bestimmten sozialen Gruppe auch dann vorliegen, wenn die Bedrohung des Lebens, der körperlichen Unversehrtheit oder der Freiheit wegen des Geschlechts vorliegt. § 60 Abs. 1 AufenthG erkennt nicht nur staatliche, sondern auch nichtstaatliche Akteure an.

Entgegen ersten Gesetzentwürfen der Süssmuth-Kommission wurde zunächst kein „Punktesystem“ für potenzielle Einwanderer geschaffen. Auch die Duldung (§ 60a – Vorübergehende Aussetzung der Abschiebung) wurde nicht abgeschafft, es wurde allerdings eine Regelung eingeführt, mit der Ausländer, die bisher „Kettenduldungen“ erhielten, nun eine Aufenthaltserlaubnis und später eine Niederlassungserlaubnis bekommen können. Damit wurden zwei ursprünglich von der Bundesregierung als zentral bezeichnete Vorhaben nicht ins Gesetz aufgenommen. Später (2023) kam mit der „Chancenkarte“ ein Punktsystem hinzu.

### Änderungen seit der Einführung

#### Änderung 2007
Am 28. August 2007 sind nach einer Evaluation des Zuwanderungsgesetzes weitreichende Änderungen des Aufenthaltsgesetzes durch das Gesetz zur Umsetzung aufenthalts- und asylrechtlicher Richtlinien der Europäischen Union vom 19. August 2007 (BGBl. 2007 I S. 1970) in Kraft getreten.

#### Änderung 2013
Mit der Änderung zum 6. September 2013 ist nun jeder Inhaber eines Aufenthaltstitels zum Familiennachzug zur Ausübung einer Erwerbstätigkeit berechtigt, § 27 Abs. 5 AufenthG. Zuvor war diese Erlaubnis gekoppelt gewesen an den Umfang der Erlaubnis der Erwerbstätigkeit desjenigen, zu dem der Familiennachzug stattfand.

#### Änderung 2016
Mit dem Datenaustauschverbesserungsgesetz, welches am 7. Februar 2016 in Kraft getreten ist, wurden unter anderem Änderungen am Aufenthaltsgesetz vorgenommen. Mit der Aufnahme des neuen § 73 Abs. 1a Aufenthaltsgesetz wird die Möglichkeit zur Datenübermittlung an den Bundesnachrichtendienst, das Bundesamt für Verfassungsschutz, den Militärischen Abschirmdienst, das Bundeskriminalamt sowie das Zollkriminalamt zur "Feststellung von Versagungsgründen nach dem Asylgesetz und dem Aufenthaltsgesetz" sowie "zur Prüfung von sonstigen Sicherheitsbedenken" geschaffen. Zudem soll auch ein Abgleich mit weiteren Datenbeständen des Bundesverwaltungsamts ermöglicht werden.
Durch das Asylpaket II wurden Ausweisungen erleichtert; der erst 2015 eingeführte Familiennachzug zu subsidiär Schutzberechtigten wurde für zwei Jahre ausgesetzt.

#### Übersicht über weitere Änderungen
Weitere wesentliche Änderungen des Aufenthaltsgesetzes erfolgten durch das
- Gesetz zur Änderung des Aufenthaltsgesetzes vom 14. März 2005 (BGBl. 2005 I S. 721),
- Arbeitsmigrationssteuerungsgesetz vom 20. Dezember 2008 (BGBl. 2008 I S. 2846),
- Gesetz zur Bekämpfung der Zwangsheirat vom 23. Juni 2011 (BGBl. 2011 I S. 1266),
- Gesetz zur Umsetzung aufenthaltsrechtlicher Richtlinien der EU und zur Anpassung nationaler Rechtsvorschriften an den EU-Visakodex vom 22. November 2011 (BGBl. 2011 I S. 2258),
- Gesetz zur Umsetzung der Hochqualifizierten-Richtlinie der Europäischen Union vom 1. Juni 2012 (BGBl. 2012 I S. 1224),
- Gesetz zur Umsetzung der Richtlinie 2011/95/EU vom 28. August 2013 (BGBl. 2013 I S. 3473),
- Gesetz zur Verbesserung der Rechte von international Schutzberechtigten und ausländischen Arbeitnehmern vom 29. August 2013 (BGBl. 2013 I S. 3484),
- Gesetz zur Neubestimmung des Bleiberechts und der Aufenthaltsbeendigung vom 27. Juli 2015 (BGBl. 2015 I S. 1386),
- Gesetz über Duldung bei Ausbildung und Beschäftigung vom 8. Juli 2019 (BGBl. 2019 I S. 1021),
- Fachkräfteeinwanderungsgesetz vom 15. August 2019 (BGBl. I S. 1307)
- Migrationspaket I (2022)
- Gesetz zur Weiterentwicklung der Fachkräfteeinwanderung (BGBl. I Nr. 217): Unter anderem wurde in Artikel 3 mit Wirkung zum 1. Juni 2024 eine „Chancenkarte“ (§ 20a AufenthG) mit einem Punktsystem (§ 20b AufenthG)  eingeführt.
- Rückführungsverbesserungsgesetz vom 21. Februar 2024 (BGBl. I Nr. 54 vom 26. Februar 2024)
- Gesetz zur Aussetzung des Familiennachzugs zu subsidiär Schutzberechtigten vom 17. Juli 2025 (BGBl. I Nr. 173 vom 23. Juli 2025)

### Praxis der Bundesländer
Die Ausführung und Auslegung des Aufenthaltsgesetzes obliegt vornehmlich den Ländern, die das Gesetz durch ihre Ausländerbehörden als eigene Angelegenheit ausführen. Viele Länder haben die Ausführung den Kommunen übertragen.

## Verordnungen
Auf Grund von Verordnungsermächtigungen des Aufenthaltsgesetzes wurden folgende Rechtsverordnungen erlassen:
- Aufenthaltsverordnung
- Beschäftigungsverordnung
- Beschäftigungsverfahrensverordnung (Am 1. Juli 2013 außer Kraft getreten)
- Integrationskursverordnung

## Behördeninterne Regelungen
Eine bundeseinheitliche Verwaltungsvorschrift zum Aufenthaltsgesetz liegt seit dem 26. Oktober 2009 vor. Das Bundesinnenministerium hat mit der Allgemeinen Verwaltungsvorschrift zum Aufenthaltsgesetz Anwendungshinweise für die behördliche Praxis gegeben. Für die Behörden werden damit bindende Maßstäbe für die Ausfüllung unbestimmter Rechtsbegriffe und bestehender Ermessensspielräume festgelegt.
Dies wirkt einer Praxis, die je nach Land und Ausländerbehörde sowie je nach Auslandsvertretung sehr unterschiedlich arbeitet und entscheidet, entgegen. Alles für die Entscheidung Wesentliche wird in den Verwaltungsvorschriften zusammengefasst. Die Verwaltungsvorschrift dient in der Praxis als Auslegungshilfe für die Mitarbeiter der Ausländerbehörden. Dadurch wird die Arbeit der Ausländerbehörden und Auslandsvertretungen erheblich vereinfacht und effizienter. Es wird die Ansicht vertreten, hierdurch sei sichergestellt, dass das geltende Recht so angewandt werde, wie es vom Gesetzgeber gewollt sei. Die Verwaltungsvorschriften sind aber gerade nicht vom Gesetzgeber selbst, sondern von der Exekutive (Bundesregierung) erlassen worden, wenn auch unter Zustimmung des Bundesrates nach Art. 84 Abs. 2 GG.